# 英加妥珠单抗
英加妥珠单抗（INN：imgatuzumab），或译伊马曲单抗，是一种人源化单克隆抗体，设计用于治疗癌症。它是一种抗表皮生长因子受体抗体,可作为免疫调节剂。
该药物由基因泰克/罗氏开发。